# ジャズ・オン・パレード 1956年 裏町のお転婆娘
『ジャズ・オン・パレード 1956年 裏町のお転婆娘』（ジャズオンパレード1956うらまちのおてんばむすめ）は、1956年1月3日にお正月映画として公開された、吉田広介が｢平凡｣に連載していたものを原作とする、井上梅次監督、江利チエミ主演のミュージカルコメディー映画である。モノクロ、スタンダード。2019年に、デジタル化されたものが新文芸坐で上映された。

## あらすじ
ショーを成功させて一攫千金を夢見ている芸能プロモーターと興行師が、興行界のドンの孫と思い込んで、エミイという娘をスカウト、彼女を含めたジャズバンドを作り、ショーを成功させる物語である。

## キャスト
- 江利チエミ : エミイ
- 芦川いづみ : ユリ子
- 芦川いづみ : 恵美子
- 浅丘ルリ子 : ルリ子
- 長門裕之 : 浩介
- フランキー堺 : 寛
- 岡田眞澄 : 秀一
- 桂典子 : レイ子
- 坪内美詠子: : 静江
- 内海突破 : 北川安吉
- 有木山太 : 町田徳一
- 森川信 : 岩下久兵衛二
- 三島謙 : 石井吉造
- 小笠原章二郎 : 執事青野
- 木戸新太郎 : 口笛の六
- 汐見洋 : エミイの祖父
- 光沢でんすけ : 流しのサブ
- 衣笠一夫 : マスター
- 宮田洋容 : ボーイ長
- 二階堂郁夫 : ボーイ
- 羅生門：大山家の書生
- 澤村國太郎 : 佐川徴笑
- 菅井一郎 : 大山庄之進
- 以下全てショーの人たちでの特別出演
- 月丘夢路[1]
- 北原三枝[1]
- 新珠三千代[1]
- 南田洋子[1]
- 南寿美子[1]
- 東谷瑛子[1]
- 明美京子[1]
- 市村俊幸[1]
- 高英男[1]
- 日活ファミリー・クラブ・ダンシング・チーム[1]

## スタッフ
- 監督 : 井上梅次
- 脚本 : 吉田広介
- 音楽 : 多忠修
- 撮影 : 間宮義雄
- 企画 : 柳川武夫、茂木了次
- 美術 : 木村威夫

## コミカライズ
- 月刊誌『少女』（光文社）1956年2月号の別冊付録に、永島慎二によるコミカライズが掲載された。同付録には絵物語『新諸国物語 オテナの塔』（1955年12月28日に東宝系で公開。主演：四代目坂田藤十郎、監督：安田公義）や、うちのすみをによるコミカライズ『歌え!青春はりきり娘』（1955年12月28日東宝系公開。主演：美空ひばり、監督：杉江敏男）といった、同時期公開の映画のコミカライズが掲載された。

## 併映作品
- 『ただひとりの人』